# Ipomoea lineolata
Ipomoea lineolata är en vindeväxtart som beskrevs av Ignatz Urban. Ipomoea lineolata ingår i släktet praktvindor, och familjen vindeväxter. Inga underarter finns listade i Catalogue of Life.